# گلونگو آلتو، آنگولا
گلونگو آلتو (به انگلیسی: Golungo Alto) شهری در استان کوانزای شمالی واقع در کشور آنگولا است که در سال ۲۰۰۹ میلادی ۷٬۱۴۲ نفر جمعیت داشته است.